# ガブリエル (ミサイル)
ガブリエル（ヘブライ語: גבריאל）は、イスラエルが開発・製造した艦対艦ミサイルである。また、派生型として中華民国（台湾）海軍が雄風I型（ゆうふういちがた、中国語ラテン翻字: Hsiung Feng I）を開発している。

## 来歴

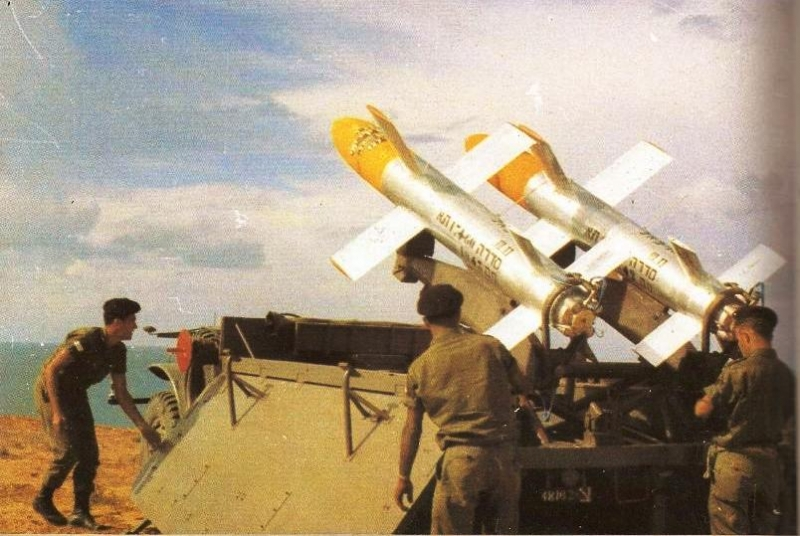
原型となったルッツ

イスラエルでは、1954年より誘導ミサイルの開発が開始されており、1958年には、ラファエル社の最初期モデルであるルッツが軍に対して提示された。ルッツは手動指令照準線一致誘導方式（MCLOS）方式を採用した射程27キロメートルのミサイルで、地対地・空対地・対艦の3つのバリエーションが予定されていた。このうち、地対地ミサイル版は投射火力に対するコストの高さが、また空対地ミサイル版は発射母機の速度・運動性の制限が嫌われて、陸軍・空軍からは不評であった。しかし対艦ミサイル版はイスラエル海軍の興味をひいた。
1950年代末の時点で、イスラエル海軍は、イギリスから取得したZ級駆逐艦2隻（「エイラート」・「ヤーフォ」）、および第二次中東戦争でエジプト海軍から鹵獲したハント級駆逐艦「ハイファ」と、計3隻のイギリス製駆逐艦を基幹としていた。これらはいずれも大西洋の戦いに対応した防空・対潜戦重視の艦であり、エジプト海軍が運用していたソビエト連邦製の30-bis型 (スコーリイ級) 駆逐艦に対して、対水上火力では劣勢を余儀なくされていたが、もしルッツのような誘導ミサイルを駆逐艦に搭載できれば、スコーリイ級の艦砲である50口径13.0cm砲（最大射程25.7キロメートル）をアウトレンジできるものと期待された。1960年には、このような誘導ミサイルを高速戦闘艇（FAC）と組み合わせたミサイル艇も着想されたものの、当時のイスラエルではソビエト連邦のミサイル艇について存在自体が知られていなかったこともあり、他国に前例がなくあまりに冒険的として、この時点では採択されなかった。
しかし肝心の対艦版ルッツ・ミサイルの開発は難渋していた。1962年の時点で、陸軍の地対地版は既に部隊編成が進展していた一方、湿度が高い洋上では、ミサイルの噴煙が濃い煙として停滞し、射手の視界を遮ってしまうため、MCLOS誘導が困難となっていた。オリ・エベントブ（Ori Even-Tov）技師は、セミアクティブ・レーダー・ホーミング（SARH）誘導と高度計の導入によって事態を打開できると考えたものの、ラファエル社上層部はこのアイデアを棄却した。しかし海軍は興味を示したこともあり、エベントブ技師はIAI社に移籍して、この方針のもとでミサイルの開発を継続することになった。これによって開発されたのが本機である。

## 設計
通常、MCLOS誘導のミサイルでは誘導装置は尾部に設置されており、ルッツも同様であった。これに対し、SARH誘導のミサイルではミサイル先端部にシーカーを設置するのが通常であったが、もしガブリエルでもこのような構成を採用した場合、かなり大規模な再設計が必要になり、開発期間やコストの増大が予測された。
このため、エベントブ技師は思い切って、ミサイル誘導用のレーダーのアンテナを、ミサイル先端部のレドームではなく、ミサイル両端部に固定式に設置した。これでは視野が狭くなることが危惧されたが、コンピューターシミュレーションによって、それぞれ5～6度の視野は確保されており、対艦用途であれば十分であることが確認された。またもう一つの独創として、SARH誘導装置と連動させた高度計が搭載された。これにより、垂直方向の操縦は高度計に任せて、SARH誘導装置は水平面での目標追尾に集中することとなり、クラッターの影響を低減できた。またこれにより、ミサイルにシースキマーとしての性格が付与された。
発射後、ミサイルはまず高度100メートルまで上昇したのち、目標から7.5キロメートルに接近したところで徐々に高度20メートルまで下降、距離1.2キロメートルで更に3メートルまで下降する。またのちのバージョンでは、発射直後の上昇高度は35メートル、巡航高度は17～20メートルとされた。艦上の誘導装置としては、RTN-10X（またはEL/M-2221）火器管制レーダーを備え、操作員2名が搭乗したOG.R7/2方位盤が用いられた。電子防護の観点から、発射直後はビームライディングにより誘導され、目標に接近した時点でSARH誘導に切り替わる方式とされた。また敵の電子攻撃が強力でSARH誘導が使えない場合には、終末誘導までビームライディング誘導を継続することもできた。
弾頭・ロケットモーターを改良したMk.IIを経て、アクティブ・レーダー・ホーミング（ARH）方式のMk.III、エンジンをターボジェットとして射程延伸を図ったMk.IV（発射重量960 kg、射程200 km）も開発されたが、こちらは装備化されなかった。最新のMk.5は先進海軍攻撃ミサイル（Advanced Naval Attack Missile, ANAM）とも称されており、発射重量1,250 kgと大型化して射程を200 km以上とするとともに、沿海域でクラッターが多い状況でも有効に作動する高性能ARH誘導装置を採用したことで、水上目標だけでなく陸上目標の攻撃にも有効となった。

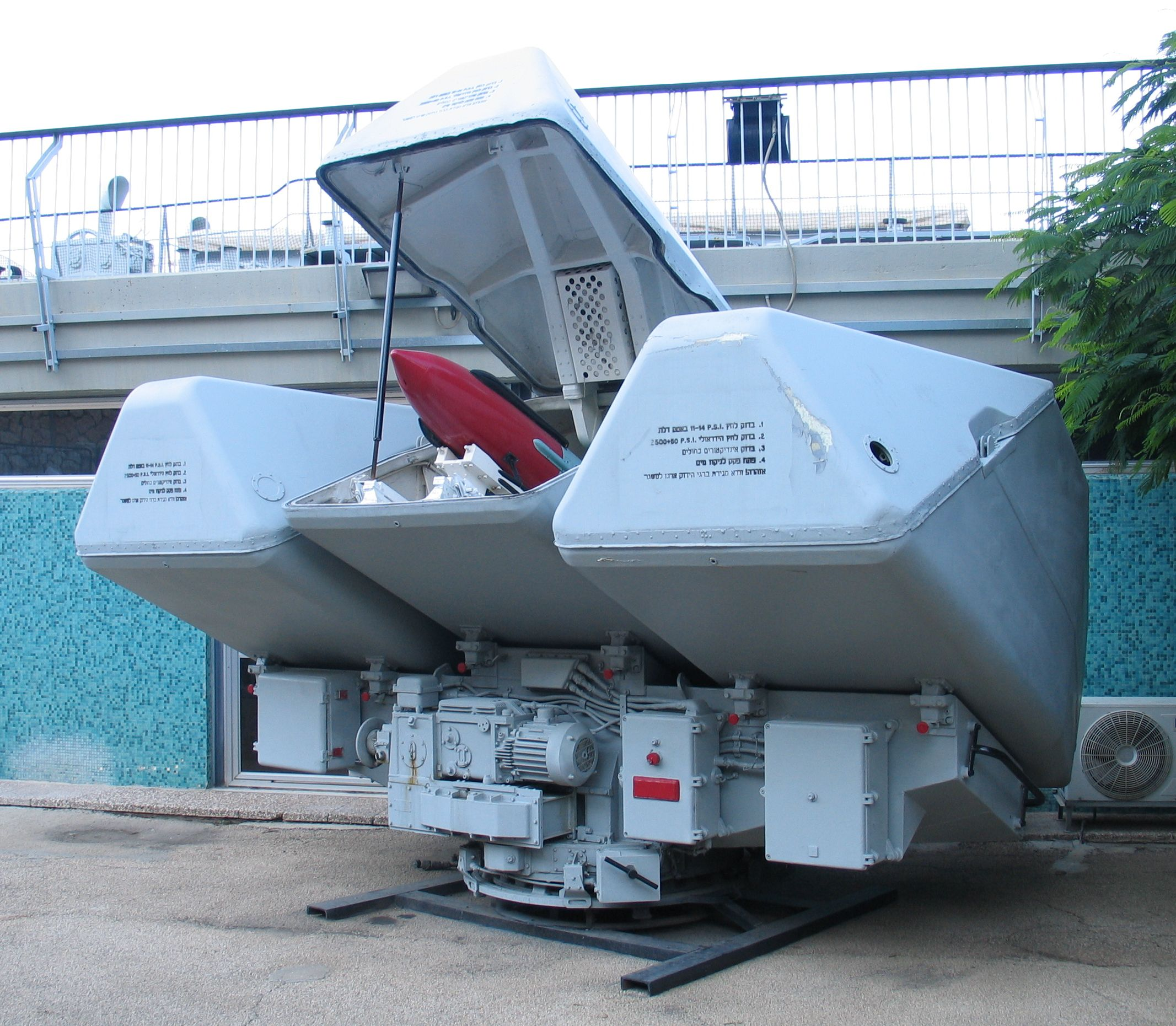
三連装発射筒
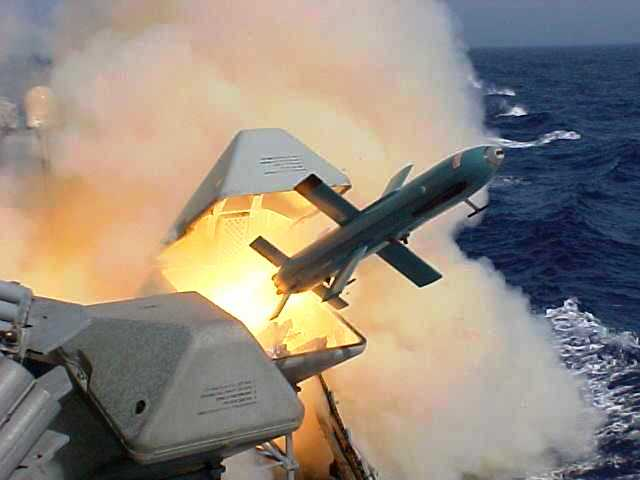
発射シーン

## 運用史
1962年、エジプト海軍がソ連製のP-15（SS-N-2）艦対艦ミサイルで武装したミサイル艇を受領し始めたことから、イスラエル側の計画も本格的に推進されることとなった。この頃には、ガブリエルは当初予定の駆逐艦ではなく、200トン級の高速戦闘艇（後のサール型）と組み合わされて、ミサイル艇として運用される計画になっていた。
1964年中盤より発射試験が開始された。先行研究がない独自技術が多かったこともあって、当初は失敗が連続したが、徐々に克服されていき、1965年の第3回試験では成功した。また1967年10月21日のエイラート撃沈事件により、開発は更に加速された。1969年4月7日、「エイラート」の姉妹艦である「ヤーフォ」を実艦標的として初の実射試験が行われ、直撃・撃沈に成功した。
1973年10月7日、第四次中東戦争の勃発翌日に発生したラタキア沖海戦において、ガブリエルは実戦投入された。この戦闘では、サールII・III型およびIV型がシリア海軍のコマール型およびオーサ型と交戦して全艦を撃破した。この戦闘ではシリア側もP-15を発射していることから、これが、世界初の対艦ミサイル搭載艦艇同士のミサイル戦とされる（一部の戦果は砲による）。また、翌日から発生したエジプト海軍との交戦（ダミエッタ沖海戦）でも、エジプト側のオーサ型ミサイル艇を撃沈している。

### 雄風I型
対艦ミサイルの導入を進めていた台湾は、1968年にイスラエルから技術供与を受ける合意を得た。イスラエルより輸入したガブリエルMk.Iを「天使」の名称で配備する一方で、ガブリエルの国産化と射程延伸を図る「雄蜂計画」を開始した。開発は難航したが、1981年に雄風I型として制式化することに成功し、雄風I型は海鴎型ミサイル艇（イスラエル製ドヴォラ級哨戒艇の改良型）などに搭載された。
射程は、ガブリエルMk.IIとほぼ同程度の40kmとされる。後継として、ハープーンと同規模の雄風II型が1992年から実戦配備された。

### 運用国
- アゼルバイジャン海軍
- イスラエル海軍
- インド海軍
- エクアドル海軍
- エリトリア海軍
- ケニア海軍
- スリランカ海軍
- 台湾海軍
- チリ海軍
- フィンランド海軍
- メキシコ海軍